# Alice's Knaughty Knight
Alice's Knaughty Knight é um curta-metragem de animação estadunidense de 1927, lançado como parte da série Alice Comedies.